# لیورمر (کنتاکی)
لیورمر (به انگلیسی: Livermore) شهری در ایالت کنتاکی کشور ایالات متحده آمریکا است که جمعیت آن در سرشماری سال ۲۰۱۰ میلادی، ۱٬۳۶۵ نفر بوده‌است.